# David Hasenburger
David Hasenburger (* 18. August 1990) ist ein ehemaliger österreichischer Basketballspieler. Er stand bei den Bundesligisten Oberwart, Wien, Fürstenfeld, Güssing, Graz unter Vertrag.

## Laufbahn
Hasenburger gab seinen Einstand in der Bundesliga im Hemd der Oberwart Gunners, für die er bis 2010 auflief und dann zu den Panthers Fürstenfeld ging. Nach einem Zwischenspiel in Wien ging es für den Innenspieler nach Fürstenfeld zurück. Nach zweijähriger Amtszeit dort folgte ein Jahr in Güssing, das von einer langen Verletzungspause, aber auch dem Gewinn der Staatsmeisterschaft geprägt war. Danach schloss er sich dem UBSC Raiffeisen Graz an und spielte dort bis zum Ende der Saison 2016/17.

### Nationalmannschaft
Hasenburger war österreichischer Teamspieler, mit der Nationalmannschaft nahm er unter anderem an der Qualifikationsrunde zur Europameisterschaft 2015 teil. Zuvor trug er im Jugendalter das rot-weiß-rote Trikot und nahm in den Altersklassen U16, U18 sowie U20 an B-EM-Turnieren teil.